# Titu Maiorescu

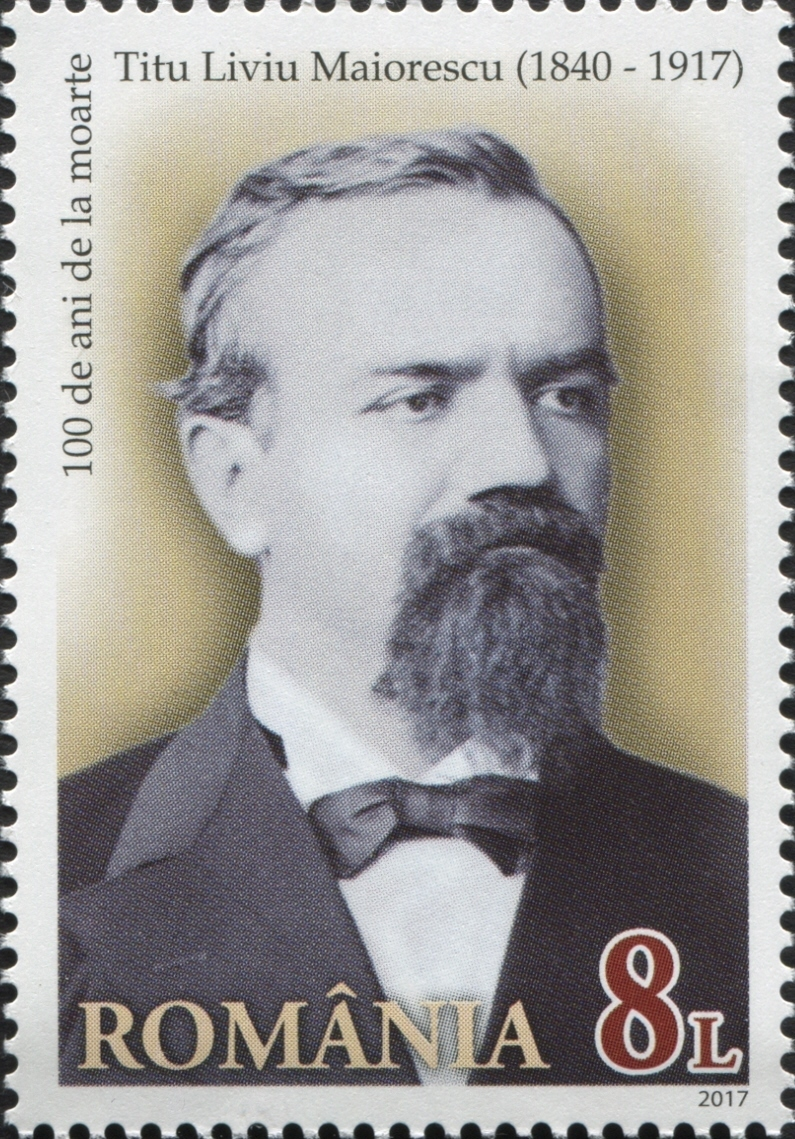
Selo romeno de 2017 rememorando os 100 anos da morte de Titu Maiorescu

Titu Liviu Maiorescu (Craiova, 15 de fevereiro de 1840 — Bucareste, 18 de junho de 1917) foi um acadêmico, advogado, crítico literário, ensaísta, filósofo, educador e político romeno, primeiro-ministro de seu país entre 1912 e 1914, ministro das relações exteriores, membro-fundador da Academia Romena e da sociedade literária Junimea.

## Seleção de obras
- O cercetare critică asupra poeziei române (1867)
- În contra direcţiei de astăzi în cultura română (1868)
- Direcţia nouă în poezia şi proza română (1872)
- Comediile domnului Caragiale (1885)
- Eminescu şi poeziile sale (1889)
- Povestirile lui Sadoveanu (1906)
- Poeziile lui Octavian Goga (1906)
- Retori, oratori, limbuţi
- Beţia de cuvinte